# Charles VII de Hohenlohe-Neuenstein
Charles VII de Hohenlohe-Neuenstein (en allemand Kraft von Hohenlohe-Neuenstein) est né à Langenbourg (Allemagne) le 14 novembre 1582 et meurt à Ratisbonne le 11 octobre 1641 ; c'est un noble allemand, fils de Wolfgang de Hohenlohe-Weikersheim (1546-1610) et de Madeleine de Nassau-Dillenbourg (1547-1633).

## Mariage et descendance
Le 7 mai 1615, Charles se marie à Neuenstein avec Sophie de Deux-Ponts-Birkenfeld (1593-1676), fille du comte palatin Charles Ier de Birkenfeld (1560-1600) et de Dorothée de Brunswick-Lunebourg (1570-1649). Leur mariage donne naissance à quatorze enfants :
- Sophie-Madeleine (1616-1627)
- Jean-Frédéric (1617-1702), marié avec Louise Amona de Holstein (1642-1685)
- Charles Magnus (1618-1670)
- Sigfrid (1619-1684), marié avec Marie Kounice (1627-1674), puis avec Sophie-Amélie de Deux-Ponts (1646-1695).
- Anne-Dorothée de Hohenlohe-Neuenstein (1621-1643), mariée avec Joachim-Ernest d'Oettingen-Oettingen (1612-1659).
- Wolfgang de Hohenlohe-Neuenstein (1622-1698), marié avec Sophie-Éléonore de Holstein (1644-1689), puis avec Barbara-Françoise de Welz-Wilmersdorf (1666-1718).
- Claire Diana (1623-1632)
- Jean-Louis (1625-1689), marié avec Madeleine-Sophie d'Oettingen-Oettingen.
- Marguerite-Hedwige (1625-1676), mariée avec Othon de Birkenfeld (1625-1671).
- Charlotte Suzanne (1626-1666)
- Sophie-Madeleine (1628-1680)
- Eva Krafteline (1629-1651)
- Philippe-Maximilien (1630-1658)
- Éléonore-Claire de Hohenlohe-Neuenstein (1632-1709), mariée avec Gustave-Adolphe de Nassau-Sarrebruck (1632-1677).